# Ministère fédéral de l'Économie (Allemagne)
Pour les articles homonymes, voir Ministère fédéral de l'Économie.
Le ministère fédéral de l’Économie et de l'Énergie (en allemand : Bundesministerium für Wirtschaft und Energie, BMWK) est le ministère de l'Économie du gouvernement fédéral allemand chargé de la politique économique. Les finances publiques sont confiées au ministère fédéral des Finances.
Il est dirigé depuis le 6 mai 2025 par Katherina Reiche (CDU).

## Missions

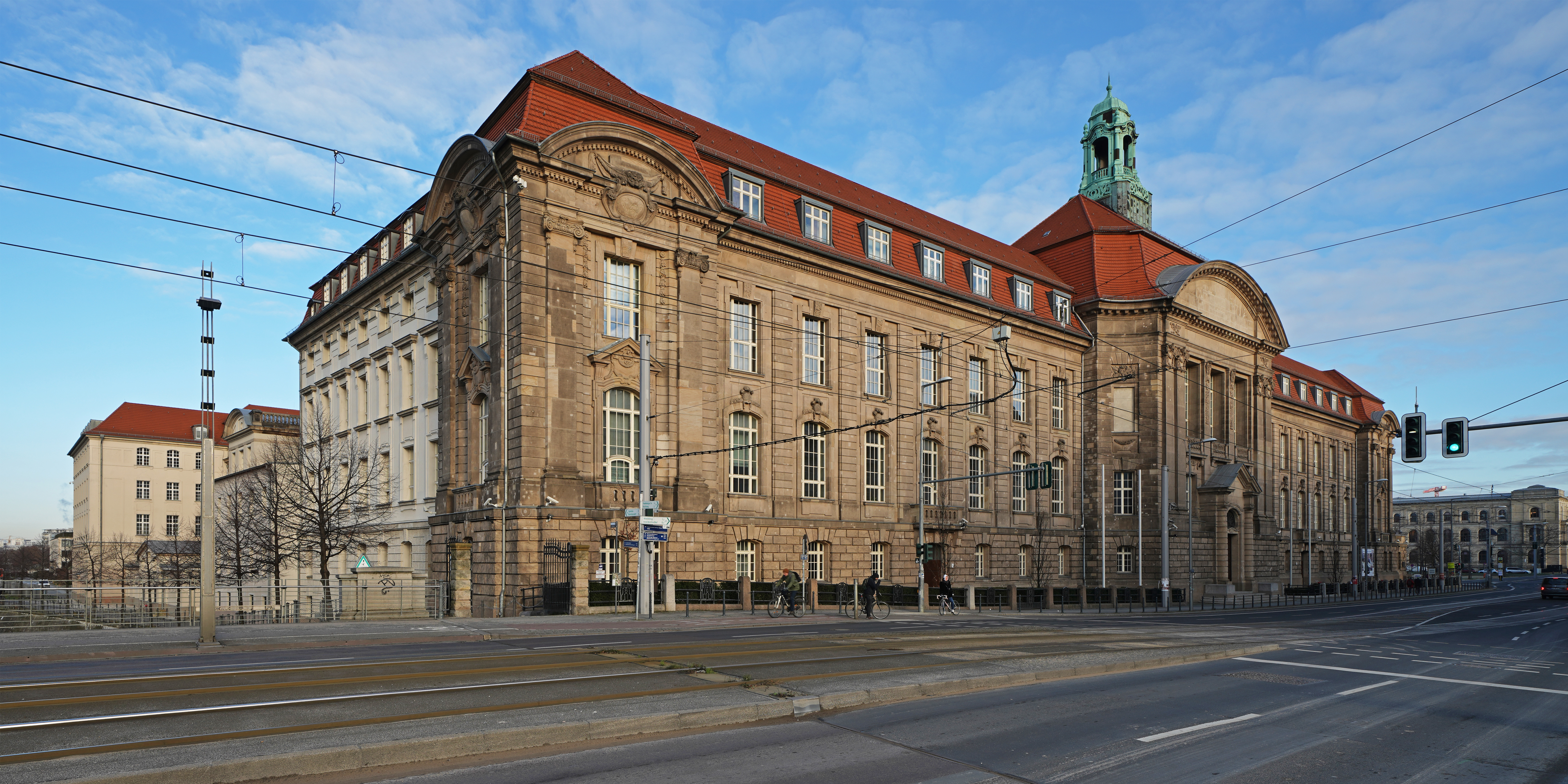
Façade du ministère de l'Économie à Berlin, Invalidenstraße (ancienne Kaiser-Wilhelm-Akademie).

Le ministère est responsable de la politique en matière :
- de croissance, de concurrence et de compétitivité de l’économie allemande ;
- de restructuration de l’industrie et de développement d’une économie de la connaissance ;
- d’approvisionnement énergétique ;
- de commerce international ;
- de l’implantation du développement durable.

## Organisation
Le ministère est une administration fédérale suprême. Il est organisé, depuis l’ordonnance du chancelier fédéral du 22 novembre 2005, en sept sections :
- section Z : Section centrale ;
- section E : Politique européenne ;
- section I : Politique économique ;
- section II : Politique concernant la classe moyenne ;
- section III : Politique énergétique ;
- section IV : Politique industrielle ;
- section V : Politique économique extérieure ;
- section VI : Politique des technologies de l’information et de la communication.

Le budget fédéral lui attribue 6,036 milliards d’euros pour 2007.
Le ministre fédéral est assisté de trois secrétaires d’État (Staatssekretäre) et trois secrétaires d’État parlementaires (parlamentarische Staatssekretäre).

## Histoire

### Empire et République de Weimar
L’office impérial de l’Économie (Reichswirtschaftsamt) est créé le 23 octobre 1917 avec la responsabilité des politiques économiques et sociales de l’Empire, qui relevaient auparavant de l’office impérial de l’Intérieur. Il était dirigé par un secrétaire d’État (Staatssekretär) responsable devant le chancelier impérial.
Un an plus tard, la politique sociale est attribuée à l’office impérial du Travail.
Le 13 février 1919, il devient le ministère du Reich à l’Économie (Reichsministerium für Wirtschaft).

### Troisième Reich
En 1939, le ministère passe sous le contrôle du Conseil ministériel de la défense du Reich (Ministerrat für die Reichsverteidigung). Dans les années d’après-guerre, la politique économique est prise en charge par l’office administratif de l’Économie (Verwaltungsamt für Wirtschaft).

### Après la Seconde Guerre mondiale
Le ministère est recréé le 20 septembre 1949, avec la constitution du premier cabinet de la République fédérale.
Après la démission du ministre des Finances Alexander Möller le 13 mai 1971, son portefeuille est réuni à l’Économie et Karl Schiller devient ministre fédéral de l’Économie et des Finances. Les deux portefeuilles sont de nouveau séparés dès l’année suivante.
En 1998, le ministère reçoit le portefeuille de la technologie, détaché du ministère fédéral de l'Éducation et de la Recherche.
En 2002, le ministère est fusionné avec le portefeuille du travail pour former un « superministère » de l’Économie et du Travail. Il retrouve son autonomie en 2005.

## Liste des ministres chargés de l’économie depuis 1949
| Nom | Nom                                                       | Dates du mandat | Dates du mandat | Parti   | Cabinet(s)                   |
| --- | --------------------------------------------------------- | --------------- | --------------- | ------- | ---------------------------- |
| | Ludwig Erhard                                             | 20/09/1949      | 11/10/1963      | Sans    | Adenauer I, II, III, IV et V |
| | Kurt Schmücker                                            | 17/10/1963      | 30/11/1966      | CDU     | Erhard I et II               |
| | Karl Schiller Économie et Finances à partir du 13/05/1971 | 01/12/1966      | 07/07/1972      | SPD     | Kiesinger, Brandt I          |
| | Helmut Schmidt Économie et Finances jusqu’au 15/12/1972   | 07/07/1972      | 15/12/1972      | SPD     | Brandt I                     |
| | Hans Friderichs                                           | 15/12/1972      | 07/10/1977      | FDP     | Brandt II, Schmidt I et II   |
| | Otto Lambsdorff                                           | 07/10/1977      | 17/09/1982      | FDP     | Schmidt II et III            |
| | Manfred Lahnstein (intérim)                               | 17/09/1982      | 01/10/1982      | SPD     | Schmidt III                  |
| | Otto Lambsdorff                                           | 27/10/1982      | 27/06/1984      | FDP     | Kohl I et II                 |
| | Martin Bangemann                                          | 27/06/1984      | 09/12/1988      | FDP     | Kohl II et III               |
| | Helmut Haussmann                                          | 09/12/1988      | 18/01/1991      | FDP/DVP | Kohl III                     |
| | Jürgen Möllemann                                          | 18/01/1991      | 21/01/1993      | FDP     | Kohl IV                      |
| | Günter Rexrodt                                            | 21/01/1993      | 26/10/1998      | FDP     | Kohl V                       |
| | Werner Müller                                             | 27/10/1998      | 22/10/2002      | Sans    | Schröder I                   |
| | Wolfgang Clement Économie et Travail                      | 22/10/2002      | 18/10/2005      | SPD     | Schröder II                  |
| | Michael Glos                                              | 22/11/2005      | 10/02/2009      | CSU     | Merkel I                     |
| | Karl-Theodor zu Guttenberg                                | 10/02/2009      | 27/10/2009      | CSU     | Merkel I                     |
| | Rainer Brüderle                                           | 28/10/2009      | 12/05/2011      | FDP     | Merkel II                    |
| | Philipp Rösler                                            | 12/05/2011      | 17/12/2013      | FDP     | Merkel II                    |
| | Sigmar Gabriel                                            | 17/12/2013      | 27/01/2017      | SPD     | Merkel III                   |
| | Brigitte Zypries                                          | 27/01/2017      | 14/03/2018      | SPD     | Merkel III                   |
| | Peter Altmaier                                            | 14/03/2018      | 08/12/2021      | CDU     | Merkel IV                    |
| | Robert Habeck                                             | 08/12/2021      | 06/05/2025      | Grünen  | Scholz                       |
| | Katherina Reiche                                          | 06/05/2025      | En fonction     | CDU     | Merz                         |
| Dans l’intervalle entre deux mandats, le ministre sortant assure l’intérim avant la prise de fonctions de son successeur. Titre du portefeuille : - Depuis 2025 : Économie et Énergie (Wirtschaft und Energie) |                                                           |                 |                 |         |                              |